# 烏爾梅尼什鄉

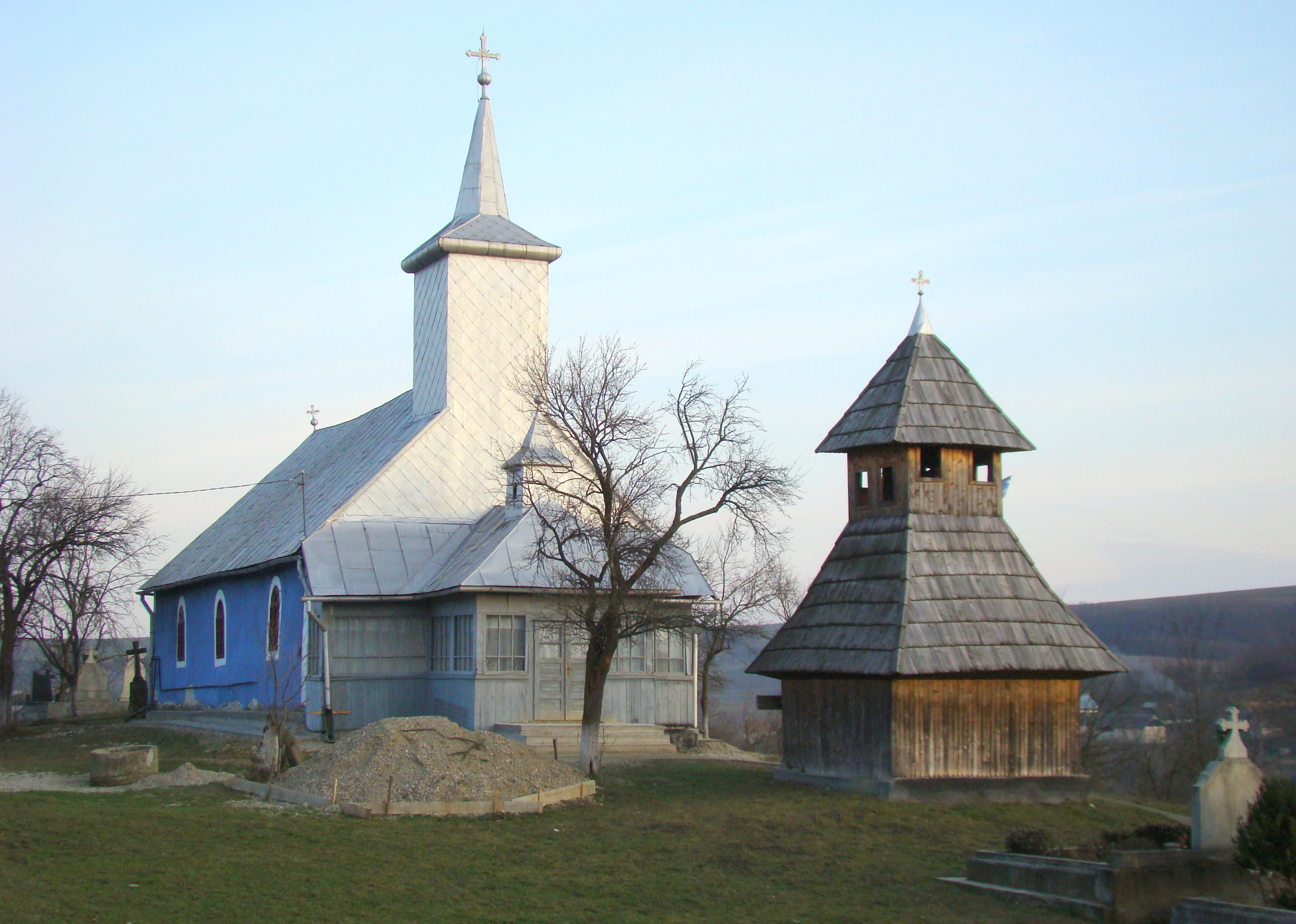

46°46′00″N 24°22′00″E / 46.7667°N 24.3667°E
烏爾梅尼什鄉（羅馬尼亞語：Comuna Urmeniș, Bistrița-Năsăud），是羅馬尼亞的鄉份，位於該國西北部，由比斯特里察-訥瑟烏德縣負責管轄，面積59平方公里，海拔高度374米，2007年人口2,178，人口密度每平方公里37人。